# Saïdou Oua
Saïdou Oua (* 1956 in Karofane) ist ein nigrischer Agronom und Politiker.

## Leben
Saïdou Oua besuchte die Grundschule in seinem Geburtsort Karofane, gefolgt vom Collège d’Enseignement Général (CEG) in Madaoua und dem Lycée Issa Korombé in Niamey, das er 1976 mit dem Baccalauréat abschloss. Er belegte von 1976 bis 1978 Kurse in Chemie, Biologie und Geologie an der Universität Niamey. Von 1978 bis 1985 studierte er an der Staatlichen Fakultät für Agrarwissenschaften im belgischen Gembloux, die er mit einem Abschluss als Agraringenieur verließ.
Oua arbeitete von 1987 bis 1998 für das nigrische Ministerium für Landwirtschaft und Viehzucht in Niamey, Dogondoutchi und Dosso. Im Zuge dessen war zunächst Sektionschef für agronomische Versuche und Verantwortlicher für Wissenschaftspopularisierung in den Regionen Tahoua und Diffa. Dann leitete er den landwirtschaftlichen Dienst des Ministeriums im Arrondissement Dogondoutchi und zuletzt wirkte er als Regionaldirektor für Landwirtschaft der Region Dosso. Von 1998 bis 2003 leitete Oua die nationale Saatgut-Abteilung des Ministeriums für landwirtschaftliche Entwicklung. Er war von 2003 bis 2011 als nationaler Direktor der Koordinierungsstelle des Frühwarnsystems im Kabinett des Premierministers tätig. Sein Aufgabenbereich umfasste die Koordination von Informationen zu tatsächlichen oder potentiellen Ernährungskrisen in Niger.
Saïdou Oua wurde am 21. April 2011 als Nachfolger von Malick Sadelher Landwirtschaftsminister in der Regierung von Staatspräsident Mahamadou Issoufou und Premierminister Brigi Rafini. In dieser Funktion wurde er am 13. August 2013 von Abdou Labo abgelöst. Er wurde 2016 für eine dreijährige Amtszeit zum Generaldirektor der Autorité de développement intégré du Liptako-Gourma (ALG) mit Amtssitz in Ouagadougou berufen, einer zwischenstaatlichen Organisation für die Entwicklung der Grenzgebiete zwischen Burkina Faso, Mali und Niger.
Saïdou Oua ist verheiratet und hat fünf Kinder.